# دهستان درگزین شرقی
دهستان درگزین شرقی، یکی از دهستان‌های بخش شاهنجرین شهرستان درگزین در استان همدان ایران است. مرکز این دهستان، روستای کاج است.

## جمعیت
بر پایه سرشماری عمومی نفوس و مسکن در سال ۱۳۹۵، جمعیت دهستان درگزین شرقی برابر با ۴٬۱۵۸ نفر بوده‌است.